# Germaine Richier

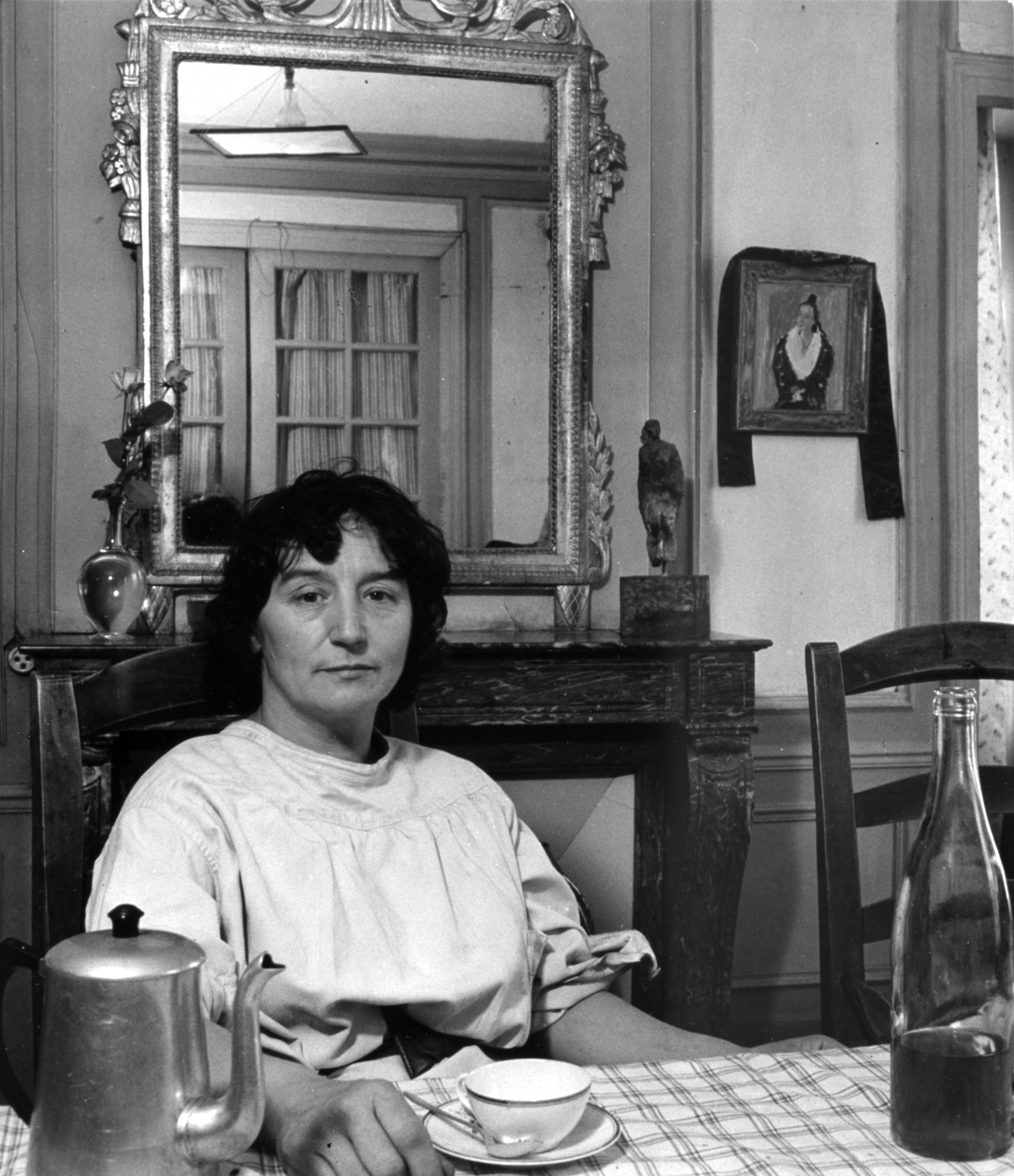
Germaine Richier
Foto: Emmy Andriesse

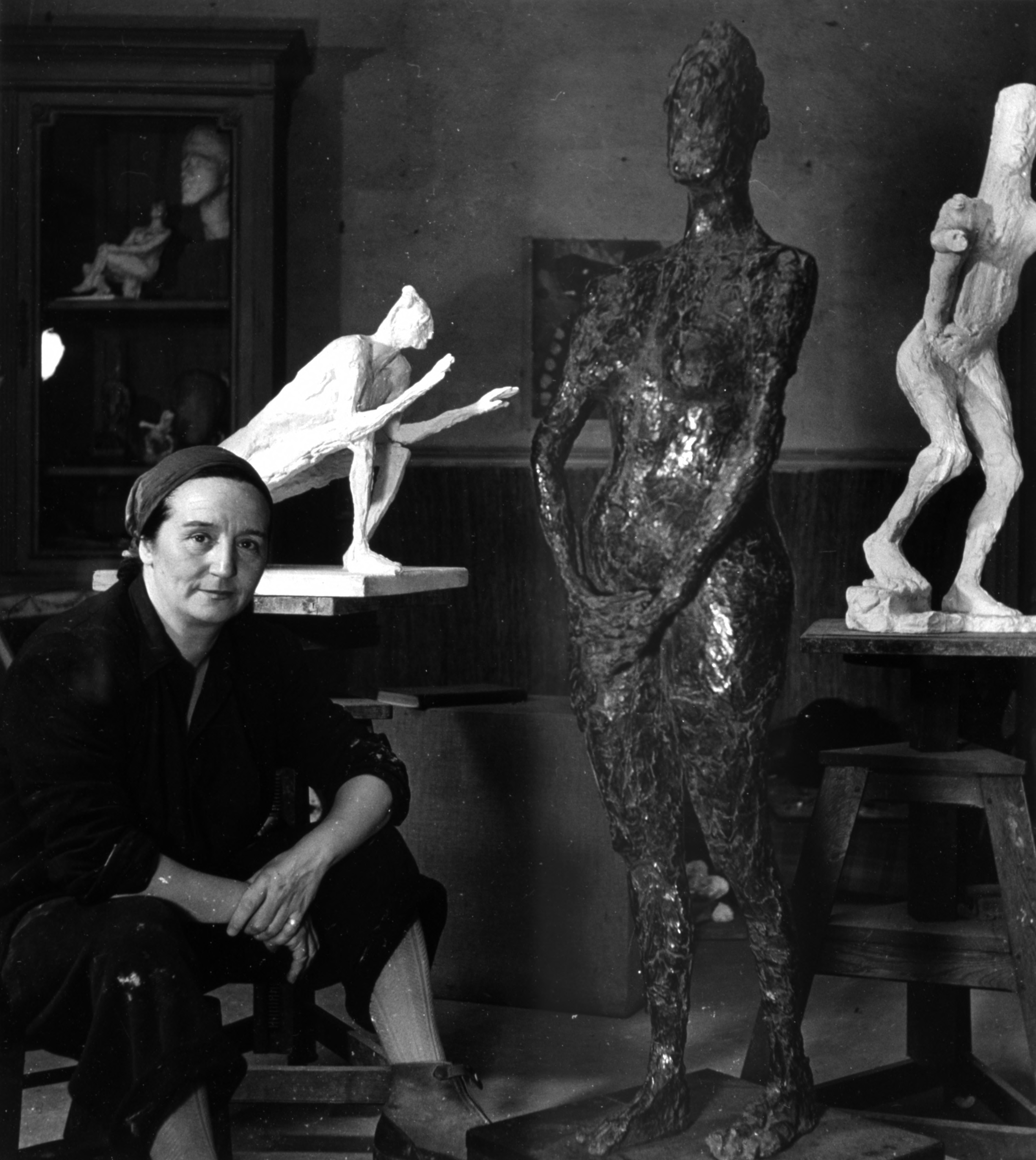
Germaine Richier
Foto: Emmy Andriesse

 Germaine Richier  (* 16. September 1902 in Grans bei Arles, Frankreich; † 31. Juli 1959 in Montpellier, Frankreich) war eine französische Bildhauerin und Grafikerin. Ihr Werk gehört zu den bedeutenden Beiträgen in der modernen Tradition der Bildhauerei.

## Leben

### Herkunft und Ausbildung
Germaine Etienette Charlotte Richier wuchs als Tochter einer Weinbauernfamilie auf. Gegen den Willen ihrer Eltern nahm sie ab 1921 ein Studium der Bildhauerei an der École des Beaux-Arts in Montpellier bei Louis Jacques Guigues auf. 1926 zog sie nach Paris und studierte bis 1929 an der Académie de la Grande Chaumière im Atelier von Émile-Antoine Bourdelle, einem Schüler von Auguste Rodin. Im Anschluss an ihre Ausbildung richtete sie sich in Paris ein eigenes Atelier ein und heiratete den Schweizer Bildhauer Otto Charles Bänninger.

### Erfolge und Aufträge
Im Jahr 1934 hatte Richier ihre erste Einzelausstellung in der Galerie Max Kaganovitch in Paris. Im Jahr 1936 wurde sie für ihre Skulptur Büste Nr. 2 mit dem Preis für Bildhauerei der Blumenthal Foundation in New York City ausgezeichnet. Diese Auszeichnung erhielt sie als erste Frau. Damit gehörte sie zu den wenigen Frauen in der Kunst, die als Bildhauerinnen reüssierten. Im Jahr 1937 nahm Richier an der Weltausstellung in Paris teil. Auch dort erhielt sie eine Auszeichnung. Die Frau des Bildhauers Peter Moillet, Maria Vanz, stand für sie Modell.
Im Jahr 1939 wurden ihre Werke im französischen Pavillon der Weltausstellung in New York zusammen mit der Kunst von Pierre Bonnard, Georges Braque, Marc Chagall, Robert Delaunay, André Derain, Jacques Lipchitz und anderen Künstlern gezeigt. Die Zeit des Zweiten Weltkriegs verbrachte Germaine Richier mit ihrem Mann in der Schweiz. Sie stellte im Jahr 1942 im Kunstmuseum Winterthur aus und war 1943 in der Kunsthalle Basel zusammen mit Fritz Wotruba und Marino Marini an einer Gemeinschaftsausstellung beteiligt.
Im Jahr 1946 kehrte Richier ohne ihren Mann nach Paris zurück, von dem sie sich 1952 endgültig trennte. 1954 heiratete sie den Lyriker und Kunstkritiker René de Solier.
1949 übernahm sie den Auftrag, neben Braque, Bonnard, Chagall, Lipchitz, Matisse, Rouault und anderen Künstlern für die Ausstattung der neuerbauten Kirche auf dem Plateau d’Assy bei Passy, Département Haute-Savoie, ein Kunstwerk beizusteuern. Sie realisierte ein Kruzifix. 1948 präsentierte sie bei der Biennale in Venedig ihre Skulptur L'Orage, entwickelt nach den Körpermaßen von Nardone, einem ehemaligen Modell von Rodin und nunmehr ein alter Mann.

## Werk

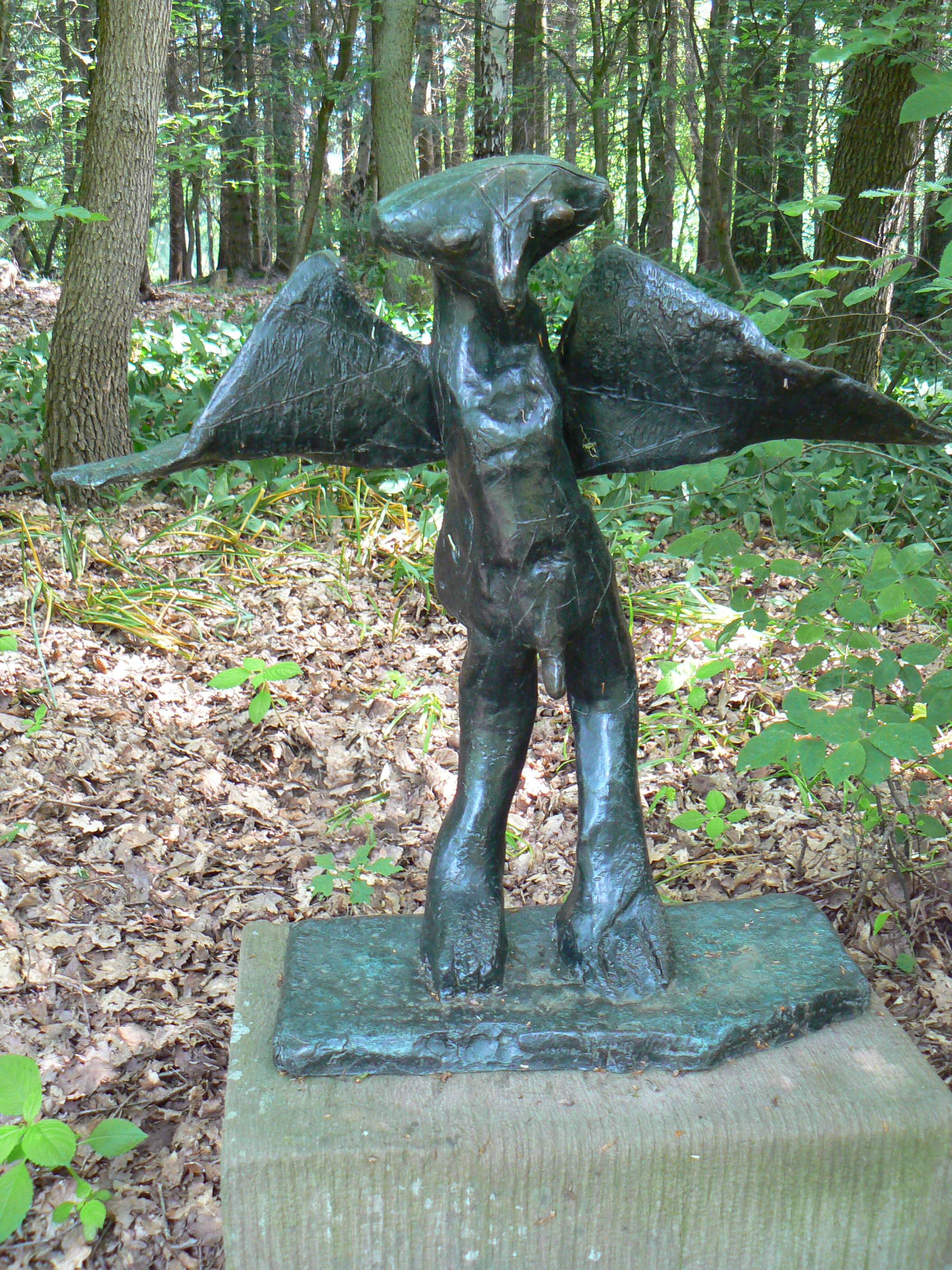
Germaine Richier: Le grand homme de la nuit (1954/55) im Kröller-Müller Museum

Die frühe figürliche Bildhauerei war noch vom künstlerischen Einfluss Émile-Antoine Bourdelles und Auguste Rodins geprägt, aus dem sie zunehmend eigenständige, individuelle Formen gewann, mit denen sie in den 1930er Jahren international bekannt wurde. Ab Mitte der 1940er Jahre entwickelte Richier „hybride Wesen“, „Mutanten aus Mensch und Tier, Mineral und Pflanze“, deren zum Teil skelettartige Formen wie abgemagert und im Stadium des Verfalls erscheinen.
Ab den 50er Jahren wurden ihre Werke weltweit gezeigt: in den Jahren 1955 bis 1957 in einer Ausstellung im Stedelijk Museum in Amsterdam, im Musée National d’Art Moderne in Paris und in New York City in der Martha Jackson Gallery. 1958 war Richier erneut auf der Biennale in Venedig vertreten. Während der Vorbereitungen zu einer großen Retrospektive mit 116 Skulpturen im Château Grimaldi in Antibes verstarb Germaine Richier am 31. Juli 1959 in Montpellier im Alter von 56 Jahren an den Folgen einer Krebserkrankung.

### Der Christus von Assy
Der Christus am Kreuz ist ohne Gesicht, ihm fehlen die Hände und die Füße. Sein Leib, wurzelwerkartig, ist reduziert auf ein Skelett aus dürren, stangenähnlichen Formen, deren Oberflächen rau und zerklüftet wirken. Das Werk, konzipiert für die neu erbaute Kirche Église Notre-Dame de Toute Grâce du Plateau d’Assy bei Passy, Haute-Savoie, entstand 1949/50 und wurde über dem Altar angebracht. Bereits vor der feierlichen Inauguration am 4. August 1950 war das Werk öffentlich kritisiert worden. Infolge eines in zahlreiche Landessprachen übersetzten und weltweit verbreiteten Edikts des Vatikans vom 10. Juli 1950, Dell’Arte sacra deformatrice, nach dem Richiers Werk als Verunglimpfung Gottes einzuordnen war, wurde das Kruzifix von seinem Platz entfernt. Erst 1971, zwanzig Jahre später, wurde es wieder auf dem Hochaltar angebracht und als historisches Denkmal klassifiziert.

### Abstrakte Mischwesen
Richiers abstrahierte Menschen-, Tier- und Mischfiguren erscheinen teilweise wie von Drähten gefesselt oder in Drahtnetzen gefangen, scheinen zugleich aber aktiv an ihren Verspannungen zu ziehen. Richier beschrieb ihre Intention so: „Ich versuche nicht, Bewegung wiederzugeben. Meine Intention geht vor allem dahin, Bewegung vorstellbar zu machen. Meine Skulpturen sollen den Eindruck erwecken, unbeweglich zu sein und sich gleichzeitig bewegen zu wollen.“ Den rissigen Oberflächen und Löchern werden den Bronzezeichnungen Rodins vergleichbare Anmutungen zugeschrieben; eine „Verwandtschaft“ mit den langen, dünnen Bronzefiguren Alberto Giacomettis, die dieser erstmals 1951 in Paris präsentierte, wird konstatiert.
Richier, so die Kunsthistorikerin Karina Türr, habe die gotisierend gelängten Vorbilder ihres Lehrers Bourdelle anders übersetzt als Giacometti. Die Haut ihrer Femme Sauterelle von 1946 beispielsweise scheine weniger strukturiert als vielmehr verletzt. Der noch körperhafte Rumpf ende in spinnenartig gelängten Gliedern, wodurch er seine gespenstisch insektenhafte Gestalt gewinne. Die gelängte Figur sei weder wie „bei Bourdelle und Lehmbruck im Sinne geistiger Expression, noch in Entsprechung zu Giacometti als Zeichen einer figürlichen Vision im Raum, sondern als Deformation und Entgrenzung des Menschbildes, als Tendenz zu Metamorphose und beängstigender Verfremdung zu verstehen – Richier steht Laurens und Moore also näher als Giacometti.“

## Bedeutung
Einige ihrer Werke wurden auf der documenta II in Kassel im Sommer 1959, Richiers Todesjahr, in den Abteilungen Skulptur und Grafik präsentiert; postum waren ihre Arbeiten auch auf der documenta III 1964 vertreten. Danach geriet ihr Werk für einen längeren Zeitraum in Vergessenheit. Erst in den 1990er Jahren erinnerte man sich zunehmend an die Künstlerin als eine der bedeutendsten französischen Bildhauerinnen der Moderne. Im Jahr 1997 wurde in der Akademie der Künste in Berlin eine große Germaine-Richier-Retrospektive veranstaltet.

## Ausstellungen (unvollständig)
Einzelausstellungen
- 1934: Galerie Kaganovitch, Paris
- 1948: Galerie Maeght, Paris
- 1958: Walker Art Center, Minneapolis
- 1956: Musée d’Art Moderne de la Ville des Paris
- 1963: Kunsthaus Zürich
- 1997: Akademie der Künste, Berlin
- 2013/2014: Retrospektive, Kunstmuseum Bern

Gruppenausstellungen 
- 1948: XXIV Esposizione Internazionale d’Arte, Biennale di Venezia, Venedig
- 1951: 1. Biennale von São Paulo, São Paulo, Brasilien
- 1958: XXIX Esposizione Internazionale d’Arte, Biennale di Venezia, Venedig
- 1959: documenta II, Kassel
- 1964: documenta III, Kassel

## Abbildungen
1. ↑  Renee, 1939

| Personendaten    | Personendaten                           |
| ---------------- | --------------------------------------- |
| NAME             | Richier, Germaine                       |
| KURZBESCHREIBUNG | französische Bildhauerin und Grafikerin |
| GEBURTSDATUM     | 16. September 1902                      |
| GEBURTSORT       | Grans bei Arles, Frankreich             |
| STERBEDATUM      | 31. Juli 1959                           |
| STERBEORT        | Montpellier, Frankreich                 |